# Nationalpark Isla Magdalena
Der Nationalpark Isla Magdalena (span. Parque Nacional Isla Magdalena) ist ein 1576 km² großes, im Jahre 1967 zum Naturschutzgebiet erklärtes Gebiet im Süden Chiles (Región de Aysén). Es liegt auf der Magdaleneninsel (Isla Magdalena) und wurde 1983 zum Nationalpark ausgewiesen (WDPA ID 9419). Der Nationalpark ist Teil der Route am Ende der Welt, einer Touristikstraße, die durch die südlichsten Punkte des amerikanischen Kontinents führt.
Die Insel liegt östlich des Moraleda-Kanals, der sie von der Inselgruppe des Chonos-Archipels trennt, und ist selbst durch den Puyuguapi-Kanal im Süden und Osten und den Janaf-Kanal im Norden vom Festland getrennt. Der wichtigste Ort auf der Insel ist Puerto Gaviato südlich des Nationalparks. Neben der Isla Magdalena gehören noch eine Reihe kleinerer Inseln zum Nationalpark, die größte davon ist die Isla Atilio im Norden.
Der Nationalpark ist vor allem durch die Vielfalt an Seevögeln (darunter Pinguine und Kormorane) und seine für das gemäßigt-kalte Küstenklima im chilenischen Teil Patagoniens typische Vegetation geprägt. Auf der Insel befinden sich die größten Pinguinkolonien Südchiles, darunter geschätzte 60.000 Brutpaare Magellanpinguine. Das Klima der Isla Magdalena weist eine Jahresdurchschnittstemperatur von 6 bis 8 °C und die außergewöhnlich große Niederschlagsmenge von etwa 4000 mm pro Jahr auf.
Der Park ist ausschließlich auf dem Seeweg von den Häfen Puerto Cisnes bzw. Puerto Puyuhuapi aus zu erreichen. Auf der Insel existiert bis auf den Hafen an der Südspitze keine Infrastruktur, und im Park ist kein Personal anwesend.